# Heilung
Gli Heilung sono un gruppo di musica folk sperimentale composto da membri provenienti da Danimarca, Norvegia e Germania. La loro musica si basa su testi e iscrizioni runiche di popoli germanici dell'Età del Bronzo, dell'Età del Ferro e dell'Epoca vichinga. Gli Heilung descrivono la propria musica come "storia amplificata dell'Europa settentrionale altomedievale" ("amplified history from early medieval northern Europe"). La loro musica è solitamente incentrata sulle divinità germaniche, gli Jǫtnar e le valchirie. "Heilung" è una parola tedesca che significa "guarigione".

## Storia
Gli Heilung sono stati fondati nel 2014 a Copenaghen, in Danimarca, dal cantante Kai Uwe Faust (un tatuatore tedesco specializzato in tatuaggi in lingua norrena) e dal produttore danese Christopher Juul. Juul, che gestiva il proprio studio di registrazione, Lava, a Copenaghen dal 2003, ammirava il lavoro artistico di Faust come tatuatore, così hanno stretto un accordo: Faust offrì a Juul alcuni tatuaggi gratuiti in cambio di aiuto nella registrazione di alcune poesie. Così sono nati gli Heilung.
Più tardi, nel 2015, Maria Franz (fidanzata di lunga data di Juul e cantante del gruppo progressive rock/pop-rock Euzen, in cui Juul suonava anche il pianoforte) ha iniziato a lavorare con gli Heilung - inizialmente come vocalist occasionale. Nel 2015 la band ha autopubblicato il suo album di debutto, Ofnir, e poco dopo Maria Franz è diventata il terzo membro ufficiale della band.
Le prime esibizioni della band nel 2017 sono state al Castlefest (un festival medievale/fantasy nei Paesi Bassi) e al Midgardsblot Metalfestival (un festival annuale di musica metal e folk estremo organizzato a Borre, in Norvegia). L'esibizione al Castlefest è stata registrata e pubblicata con il titolo Lifa su YouTube e come album dal vivo. La loro performance del 2017 al Midgardsblot è stata inserita da Metal Hammer tra le dieci migliori esibizioni del 2017. Più tardi nello stesso anno, la band ha firmato un contratto con l'etichetta Season of Mist.
Il 20 aprile 2018 sono stati ristampati in vinile e CD i due album Ofnir e Lifa, precedentemente autoprodotti.
La band ha composto la colonna sonora del videogioco Senua's Saga: Hellblade II.
Frammenti di musica degli Heilung sono stati utilizzati durante la sesta stagione della popolare serie televisiva Vikings.
Gli Heilung hanno pubblicato il loro terzo album in studio, Drif, il 19 agosto 2022 con l'etichetta Season of Mist. L'album ha raggiunto il 9º e il 25º posto rispettivamente nella classifica tedesca e austriaca degli album.

## Stile e influenze
Secondo Faust, il nome del gruppo, "Heilung", che in tedesco significa "guarigione", dice qualcosa sullo stile della band: "The listener is supposed to be left at ease and in a relaxed state after a magical musical journey that is at times turbulent" ("Ci aspettiamo che l'ascoltatore venga messo a proprio agio e in uno stato di rilassamento dopo un viaggio musicale magico ma a volte turbolento"). Le registrazioni del gruppo non si limitano alla musica, ma contengono anche poesie e parole parlate.
I riferimenti alle prime epoche della civiltà europea sono fatti anche attraverso l'uso di testi tratti da manufatti storici o poesie storiche. Le lingue utilizzate sono varie: tedesco, inglese, gotico, lingua alto-tedesca antica, islandese, latino, inglese antico, proto-norreno, proto-germanico e norreno antico dell'epoca vichinga.
Come strumenti, vengono utilizzati oggetti che potrebbero essere stati già a disposizione dell'uomo nell'Età del Ferro, come tamburi, ossa o lance.
Secondo un'intervista dell'agosto 2018, gli strumenti utilizzati sono:
- tamburi, tra cui uno con pelle di cavallo dipinta con sangue umano, due tamburi con pelle di cervo e un tamburo con pelle di capra
- ossa, tra cui un osso dell'avambraccio umano e ossa di cervo
- un sonaglio di corno di bufalo
- un sonaglio di argilla con ceneri umane
- una campana rituale indù
- oggetti d'antiquariato provenienti da templi
- una coppa d'argento ricostruita dell'epoca vichinga
- un ravanahatha (un antico strumento usato in India, Sri Lanka e zone limitrofe, originario del popolo Hela, poi portato nell'India del Nord da Hanuman e quindi in India).
- altri sonagli, fischietti e strumenti a percussione

Il canto di gola di Faust ricorda lo stile tibetano o mongolo. Juul usa un sussurro cinguettante come tipo di canto.
I membri del gruppo indossano costumi elaborati sul palco, sono in parte basati sulle "tradizioni spirituali dei popoli circumpolari eurasiatici", oppure sono riproduzioni storicamente corrette di abiti nordici dell'età del bronzo.

## Formazione
Membri attuali
- Kai Uwe Faust – voce (2014–presente)
- Christopher Juul – musica, produzione (2014–presente)
- Maria Franz – voce (2015–presente)

Turnisti
- Jonas Lorentzen (2017-2019)
- Juan Pino (2017-2019)
- Alex Opazo (2017-presente)
- Jacob Lund (2017-presente)
- Nicolas Schipper (2019-presente)
- Emilie Lorentzen (2018-presente)
- Annicke Shireen (2018-presente)
- Mira Ceti (2019-presente)

Gruppo dei concerti ("guerrieri Heilung")
- Marijn Sies (2017-presente)
- Ruben Terlouw (2017-presente)
- Pan Bartkowiak (2017-presente)
- Faber Horbach (2017-presente)
- Jens de Vries (2017-2019)
- Eigen Leon Remie (2017)
- Gwydion Zomer (2017-presente)
- Martin Skou (2018-presente)
- Emilie Lorentzen (2018)
- Mira Ceti (2019)
- Obban (2019-presente)
- Edward Boyter (2019-presente)
- Nadja Kalameiets (2019-presente)

## Discografia
Album in studio
- Ofnir (2015, autoprodotto; ripubblicato nel 2018 con l'etichetta Season of Mist)
- Futha (2019, Season of Mist)
- Drif (2022, Season of Mist)

Album dal vivo
- Lifa (2017, Season of Mist)
- "Lifa Iotungard" (2024, Season of Mist)

## Riconoscimenti
Gli Heilung sono stati nominati nella categoria Best Underground Band per un Metal Hammer Golden Gods Award nel 2018.
Gli Heilung hanno pareggiato per il World Traditional Award nella 18ª edizione degli Independent Music Awards con la canzone Norupo.